# Centro geografico
In geografia, il centroide della proiezione di una regione della superficie terrestre su un ellissoide o sul geoide è definito come suo centro geografico. Non esiste un modo univoco di calcolo del centro geografico, tant'è che in Italia diverse località (Rieti nella sua Piazza San Rufo, Foligno, Narni in località Ponte Cardona, Monteluco, Marsciano ed Orvieto), a seconda dei criteri di misurazione adottati, si contendono il primato di centro geografico d'Italia.
La non uniformità del calcolo è generalmente data dalle diverse modalità di computo del peso delle isole incluse nella regione di cui si vuole conoscere il centro geografico, ottenendo così risposte molto diverse. Lo stesso Istituto Geografico Militare di Firenze ha più volte dichiarato che è impossibile determinare univocamente il centro di una forma non geometrica come quella dell'Italia.